# Motion Picture & Television Fund
La Motion Picture & Television Fund (MPTF) est une organisation caritative américaine fondée en 1921. Elle fournit des services de santé, de soutien social et une aide financière aux professionnels de l’industrie du cinéma et de la télévision aux États-Unis, qu’ils soient en activité ou retraités. Son campus principal, connu sous le nom de Wasserman Campus, est situé à Woodland Hills, à Los Angeles.

## Historique
Fondée à l’origine sous le nom de Motion Picture Relief Fund (MPRF) par Mary Pickford, Joseph Schenck et le révérend Neal Dodd en 1921, l’organisation visait à venir en aide aux professionnels du cinéma en difficulté. Dans les années 1940, l’organisation ouvre à Woodland Hills une maison de retraite et un hôpital (Motion Picture Country House and Hospital). En 1971, afin d’intégrer les professionnels de la télévision, elle adopte son nom actuel, Motion Picture & Television Fund.

## Missions
La MPTF a pour mission d’« accompagner la communauté du divertissement pour bien vivre et vieillir avec dignité et sens », notamment par l’entraide en période de besoin, l’accès aux soins et l’assistance sociale.

## Activités et services
- Vie en résidence : logements indépendants et assistés, soins de mémoire, soins palliatifs au sein du campus de Woodland[5].
- Services sociaux : aide financière temporaire, gestion de cas, maintien à domicile et programmes de bien-être destinés aux travailleurs de l’industrie et à leurs familles[6].
- Centres de santé : cliniques ambulatoires en Californie du Sud dédiées aux membres de l’industrie du divertissement[7].
- Programmes communautaires et culturels : activités intergénérationnelles, ateliers, et MPTF Studios (anciennement Channel 22)[8].

## Collectes de fonds et événements
La MPTF organise plusieurs événements caritatifs majeurs, dont The Night Before (la veille des Oscars) et The Evening Before (la veille des Emmy Awards), réunissant studios et personnalités de l’industrie pour financer ses programmes.

## Gouvernance
La MPTF est dirigée par un conseil d’administration issu de l’industrie du divertissement. Bob Beitcher est directeur général (CEO) depuis les années 2010.

## Distinctions
En 2021, pour son centenaire, la MPTF reçoit le Jean Hersholt Humanitarian Award de l’Academy of Motion Picture Arts and Sciences, une distinction humanitaire majeure de l’Académie.